# Asamblea Canaria Nacionalista
La Asamblea Canaria Nacionalista fue un partido político español, de orientación nacionalista canaria de izquierda formado en 1989 por la unión de dos partidos que habían surgido en el ámbito de los movimientos cristianos de base canarios: la Asamblea Canaria y la Izquierda Nacionalista Canaria. José Mendoza Cabrera fue elegido secretario general. En 1991 se unió a Izquierda Canaria Unida para formar la Iniciativa Canaria Nacionalista que en 1993 sería una de las formaciones que integró Coalición Canaria.
La mayoría de sus afiliados se integraron en uno de estos dos partidos políticos:
Izquierda Unida Canaria
Nueva Canarias.

## Elecciones generales de España de 2023
- Para intentar frenar la ley eletoral y obtener representación en el Congreso de los Diputados y Senado Coalición Canaria, Nueva Canarias-Bloque Canarista y Ahora Canarias concurrirán unidos al Congreso y Senado por todas las circunscripciones de Canarias.
- Iniciativa Canaria Nacionalista anteriormente Asamblea Canaria Nacionalista va integrado en Nueva Canarias-Bloque Canarista a Elecciones generales de España de 2023, Autonómicas 2023 y Cabildos Insulares 2023. En municipales 2023 fue en solitario o con acuerdos puntuales.

## Elecciones
- Elecciones generales 1989: 21.539 votos (3,21%)
- Elecciones municipales 1991: 26.188 votos (3,75%) 30 concejales

- Datos: Q3331262